# Motor W16
Um motor W16 do Bugatti Veyron. 
Abaixo da tampa da válvula à 
direita está a cabeça, um dos 
dois bancos de cilindro 
de dupla linha.
Motor W16 é uma configuração de motor com 16 cilindros distribuídos em W, ou seja, quatro fileiras de quatro cilindros.
O motor W16 foi criado com a intenção de agrupar a potência de 2 motores V8 em um pequeno espaço (por isso seu nome W16,¨V8+V8¨). Motores em V ou W são mais compactos que os motores com cilindros organizados em linha.
O motor foi criado pela Volkswagen em 1996.
Um dos carros que utilizam este tipo de motor é o Bugatti Veyron um dos carros mais rápidos do mundo, atingindo os 434 km/h.